# Feliks Wiktor Riedl
Feliks Wiktor Riedl (Szczęsny) (ur. 6 sierpnia 1850 w Dydni, zm. ?) – powstaniec styczniowy, zesłaniec, pamiętnikarz, jezuita.

## Życiorys
Urodził się jako syn Kazimierza Riedla zarządcy majątku Trzecieckich, a następnie sekretarza starostwa Bohorodczany i Pauliny Schiller. Miał siostrę Annę oraz braci Stanisława i Kazimierza (1841-1898, pisarza jezuickiego). 
Feliks Wiktor Riedl walczył na Zamojszczyźnie i Lubelszczyźnie pod komendą Jana Żalplachty Zapałowicza, a następnie Marcina Borelowskiego. 6 września 1863 w bitwie pod Batorzem koło Kraśnika jego oddział został rozbity, a on sam odniósł rany i dostał się do niewoli. Prawdopodobnie jako najmłodsza osoba został zesłany na katorgę do Tomska, ale dzięki gubernatorowi dotarł tylko do Tobolska, skąd udało mu się wrócić. 
Po powrocie z Syberii, mając 15 lat wstąpił  w 1865 do zakonu jezuitów w Starej Wsi. Święcenia przyjął 16 czerwca 1869 z rąk biskupa Antoniego Monastyrskiego. Studia filozoficzne odbył w Śremie w latach 1871–1872, w 1873 w Tarnopolu. Był też studentem I roku teologii moralnej w Krakowie. Około 1880 spisał swoje wspomnienia powstańcze i zesłańcze. Pracę Wspomnienie z powstania 1863 roku i z drogi na zesłanie w 1864 roku, opublikował w 1981 roku w książce Zapomniane wspomnienia profesor Eligiusz Kozłowski.
Feliks Wiktor Riedl do stycznia 2023 uznawany był za najmłodszego uczestnika powstania styczniowego (jest natomiast najmłodszym zesłańcem) – wziął w nim udział w wieku 13 lat – jako uczeń I klasy szkoły realnej  w Samborze, gdzie ojciec był kancelistą w urzędzie. W styczniu 2023 Genealogia Polaków – Fundacja Odtworzeniowa Dziedzictwa Narodowego odnalazła dokumenty w postaci aktu chrztu Ludwika Ruscha, który był o 12 dni młodszy (ur. 18 sierpnia 1850) od Riedla – co czyni Ruscha najmłodszym uczestnikiem wśród oddziałów powstańczych w latach 1863–1864.